# Девојка са три оца
„Девојка са три оца“ је југословенски филм из 1965. године. Режирао га је Славољуб Стефановић Раваси, а сценарио је писао Брана Црнчевић.

## Улоге
| Глумац            | Улога         |
| ----------------- | ------------- |
| Ружица Сокић      | Ана (девојка) |
| Олга Спиридоновић | Наталија      |
| Сима Јанићијевић  | Максим        |
| Предраг Лаковић   | Службеник     |
| Бранислав Јеринић | Бравар        |
| Томанија Ђуричко  | Мајка         |